# Hawarden (Nouvelle-Zélande)
Hawarden est une petite localité de la région de Canterbury dans l’Île du Sud de la Nouvelle-Zélande.

## Situation
Elle est localisée près de la ville de Waikari, juste en dehors du trajet de la route State Highway 7 (en)

## Accès
Du 15 décembre 1884 jusqu’au 15 janvier 1978, la ville a été desservie par la branche de Waiau (en), un embranchement du chemin de fer, qui avait initialement été planifié pour devenir la ligne principale nord de l’Île du sud (en) en  direction de la ville de Nelson et celle de Blenheim.
Le projet de restauration du Weka Pass Railway (en) avait planifié de retenir cette ligne bien que plus tard, il fut choisi de terminer la ligne à Waikari.
Quelques reliques de l’ancienne ligne de chemin de fer restent sur le site de la gare de Hawarden.

## Activité
La ville est le siège du “ Flaxmere Gardens” et est située dans une région pittoresque près du   parc forestier du lac Sumner (en), avec un grand nombre d’autres lacs à proximité.